# 현은
현은(玄檃, 1860년 음력 9월 30일 ~ 1934년 양력 11월 13일)은 대한제국의 관료 출신으로 일제강점기에 조선총독부 중추원 참의를 지냈다. 호는 운초(雲草)이다.

## 생애
17세기부터 대대로 역관을 지낸 가문 출신이었다. 현은도 1880년 역관을 선발하는 역과 증광시에 합격하여 사헌부, 통리교섭통상사무아문, 내부 등지에서 관리로 근무하였다.
1905년 내부 참서관 직에 올랐고, 이 무렵 성행하던 여러 사회 단체에서 활동하기 시작했다. 1906년 대한구락부 총무와 대한자강회 회원, 총무를 지냈고, 개화파 계열의 애국계몽 단체인 대한자강회에서는 이 단체를 대표해 정부에 조혼을 금지해달라는 건의서를 제출하고 월보에 연재 기사를 기고하는 등 활발한 활동을 했다.
1907년 칙임관 3등인 내부 지방국장에 올랐고, 1908년에는 기호흥학회 회원 및 찬무원, 재정부장, 대한협회 평의원, 지방부장을 맡았다. 장지연, 나수연 등 대한자강회와 대한협회 계열의 중심 인물들은 을사조약 후까지만 해도 배일사상을 주장하다가 일본이 대한제국의 주권을 단계적으로 침탈하면서 차츰 친일 쪽으로 돌아서는데, 현은도 이들과 함께 1909년 초까지만 해도 배일주의자로 분류되었다. 애국계몽운동의 일환으로 학교 교육에 관심을 기울여, 장훈학교를 직접 설립하였으며 지방의 학교 설립에 기부금을 내기도 했다.
현은은 한국의 역사, 지리, 어문 등에 깊은 지식을 갖고 있는 전문가였다. 통감부 시절부터 학부에 설치된 국문연구소에 근무하며 일제에 협력하기 시작했고, 1909년 10월 이토 히로부미가 사살되었을 때 추도회의 발기인 및 준비위원으로 활동했다.
1910년 한일 병합 조약이 체결된 뒤 이듬해 조선총독부의 취조국 위원으로 위촉되었고, 조선어에 대한 촉탁 업무를 맡게 되었다. 1918년 조선어사전의 심사위원을 역임했다. 조선어사전은 일본인과 조선인 양측을 위한 사전 편찬이 당초의 취지였으나, 결국 조선인을 위한 사전은 필요 없다는 판단에 따라 문서 검열 등 일본인의 원활한 조선 통치를 돕기 위한 한일대역사전으로 출판되었다.
약 10여 년 동안 조선어사전의 편찬 작업에 종사하다가 1921년 중추원 관제가 개편될 때 참의로 발탁되어 1927년까지 6년간 재임했다. 1924년 일본 정부로부터 정7위를 받았다.
한편 1922년 창설된 조선미술전람회에 동양화를 출품하여 입선한 바 있다.

## 사후
2002년 발표된 친일파 708인 명단과 2008년 공개된 민족문제연구소의 친일인명사전 수록예정자 명단에 수록되었고, 2007년 대한민국 친일반민족행위진상규명위원회가 발표한 친일반민족행위 195인 명단에도 포함되었다.

## 같이 보기
- 조선총독부 중추원

## 참고자료
- 친일반민족행위진상규명위원회 (2007년 12월). 〈현〉 (PDF). 《2007년도 조사보고서 II - 친일반민족행위결정이유서》. 서울. 893~902쪽쪽. 발간등록번호 11-1560010-0000002-10. [깨진 링크(과거 내용 찾기)]